# Streeter & Smith
Streeter & Smith war ein südafrikanischer Hersteller von Automobilen.

## Unternehmensgeschichte
Das Unternehmen aus Kapstadt begann 1913 mit der Produktion von Automobilen. Damit gilt es als der erste afrikanische Automobilhersteller. Der Markenname lautete Streeter & Smith. Im gleichen Jahr endete die Produktion. Es entstanden einige Fahrzeuge.

## Fahrzeuge
Im Angebot stand nur ein Modell. Es wird als Cyclecar bezeichnet, wobei allerdings unklar ist, ob es das Gewichtslimit von 350 kg für Cyclecars einhielt. Ein luftgekühlter Einbaumotor von Precision mit 8 PS Leistung trieb die Fahrzeuge über Riemen an. Das Dreiganggetriebe kam von Armstrong. Die offene Karosserie bot Platz für zwei Personen.